# Evolvulus linarioides
Evolvulus linarioides är en vindeväxtart som beskrevs av Carl Daniel Friedrich Meisner. Evolvulus linarioides ingår i släktet Evolvulus och familjen vindeväxter. Inga underarter finns listade i Catalogue of Life.